# Жемістинський сільський округ
Жемі́стинський сільський округ (каз. Жемісті ауылдық округі, рос. Жемистинський сельский округ) — адміністративна одиниця у складі Сариагаського району Туркестанської області Казахстану. Адміністративний центр — село Жемісті.
Населення — 4444 особи (2021; 3273 у 2009, 1664 у 1999, 2094 у 1989).
Станом на 1989 рік існувала Жемістинська сільська рада (села Жемісті, Тин).

## Склад
До складу округу входять такі населені пункти:
| Населений пункт | Колишні назви | Населення, осіб (1989) | Населення, осіб (1999) | Населення, осіб (2009) | Населення, осіб (2021) |
| --------------- | ------------- | ---------------------- | ---------------------- | ---------------------- | ---------------------- |
| Жемісті, село   | -             | 1730                   | 571                    | 2272                   | 3510                   |
| Тин, село       | -             | 364                    | 1093                   | 1001                   | 934                    |